# Гогенэмс, Маркус Ситтикус фон

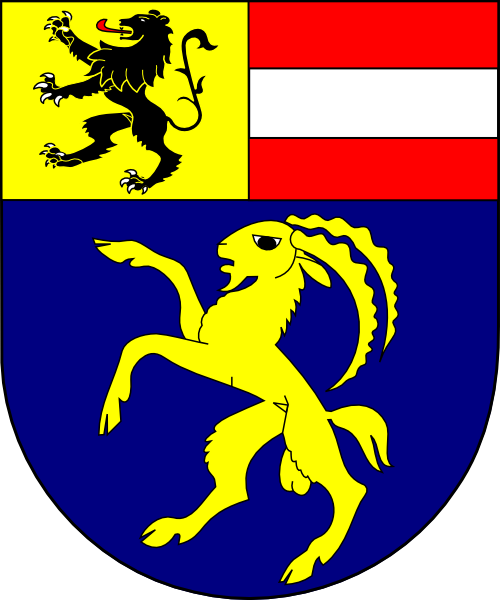
Герб графа фон Гохенемса, архиепископа Зальцбургского

Граф Маркус Ситтикус фон Гогенэмс (нем. Markus Sittikus von Hohenems; 24 июня 1574, Хоэнэмс, Священная Римская империя — 9 октября 1619, Зальцбург) — австрийский римско-католический церковный деятель, князь-епископ, архиепископ Зальцбургский (18.03.1612 — 9.10.1619).

## Биография
Представитель древней рыцарской дворянской семьи. Его отец был военачальником на службе у императора Священной Римской империи Карла V в Папской области. Его дядей был кардинал Маркус Ситтикус Альтемпс.
После смерти отца в 1587 году, обучался у своего дяди, стал каноником в Констанце. Два года спустя служил в Зальцбургском соборе при своём двоюродном брате архиепископе Вольфе Дитрихе фон Райтенау. Учился богословию в Милане, а с 1585 года — в Риме.
После ареста архиепископа Вольфа Дитриха фон Райтенау баварскими войсками в 1612 году, капитул Зальцбургского собора 18 марта 1612 года избрал Гогенэмса новым архиепископом Зальцбургским. Рукоположен в сентябре 1612 года.
Стремился вести независимую политику по отношению к курфюрсту Баварии Максимилиану I, отказался присоединиться к Католической Лиге. По решению Тридентского собора учредил католическое братство Corpus Christi для борьбы с «ложью и ересью».
В 1612—1619 годах продолжил осуществлять меры по контрреформации своего предшественника и ввёл строгие меры в отношении своих подданных. В 1614 году начал строительство Зальцбургского собора, продолжил реконструкцию своей резиденции в Зальцбурге, построил летнюю резиденцию архиепископа Зальцбургского — дворец Хелльбрунн в стиле барокко (1613—1619), а в 1617 году основал гимназию. Как и его двоюродный брат и предшественник Вольф Дитрих фон Райтенау способствовал распространению новой итальянской музыки.
В конце сентября серьезно заболел лихорадкой и умер через четырнадцать дней 9 октября 1619 года. Был похоронен в монастыре францисканцев в Зальцбурге.